# フォルカー・シュタンツェル
フォルカー・シュタンツェル （Volker Stanzel、 1948年9月22日-）は、ドイツの官僚、外交官。

## 来歴
1948年9月22日フランクフルト・アム・マイン北西近郊の町クローンベルク・イム・タウヌス生まれ。
1968年、フランクフルト大学入学。日本学・中国学・政治学専攻。1972年～1975年京都大学留学。1980年ケルン大学にて哲学博士号修得。
1979年、外務省入省。1981年から82年と1987年から88年の二年間を経済局、1988年から1990年までの二年間を欧州政治協力担当課、1993年から1995年までの二年間を緊急連絡本部、1999年から2001年までの二年間を原子力平和利用・不拡散政策担当課、2001年から2004年、2007年から2009年の合計五年間を政務局にて局長などの役職を務めあげてきた。
在外ドイツ大使館勤務はイタリア、ハンガリー、南イエメン、中華人民共和国、日本など多岐にわたる。特にアジアにおいて在中国大使館で、大使館広報部長、特命全権大使の役職をそれぞれ三年果たし、在駐日大使館で政務・広報担当を三年、大使の役職を五年、果たした。2009年10月21日にハンス・カール・フォン・ヴェアテルンに代わり駐日本ドイツ連邦共和国特命全権大使に任命され、同年12月18日、皇居正殿松の間にて信任状を捧呈した。2014年10月に日本離任。退官後、アメリカにて大学教授として教壇に立つ。2013年10月、日本国政府より旭日大綬章を受章。

## 人物
- 既婚者。妻メイファン･シュタンツェルとのあいだに二人の子どもをもうけた。
- 2013年9月27日ドイツ連邦共和国功労勲章を受賞[2]。
- 富士山登山経験あり[7]。
- 1966年から2013年までドイツ社会民主党(SPD)に所属し、1995年から1998年までSPDドイツ連邦議会会派外交担当をつとめていた[4]。